# ノール・アビアシオン

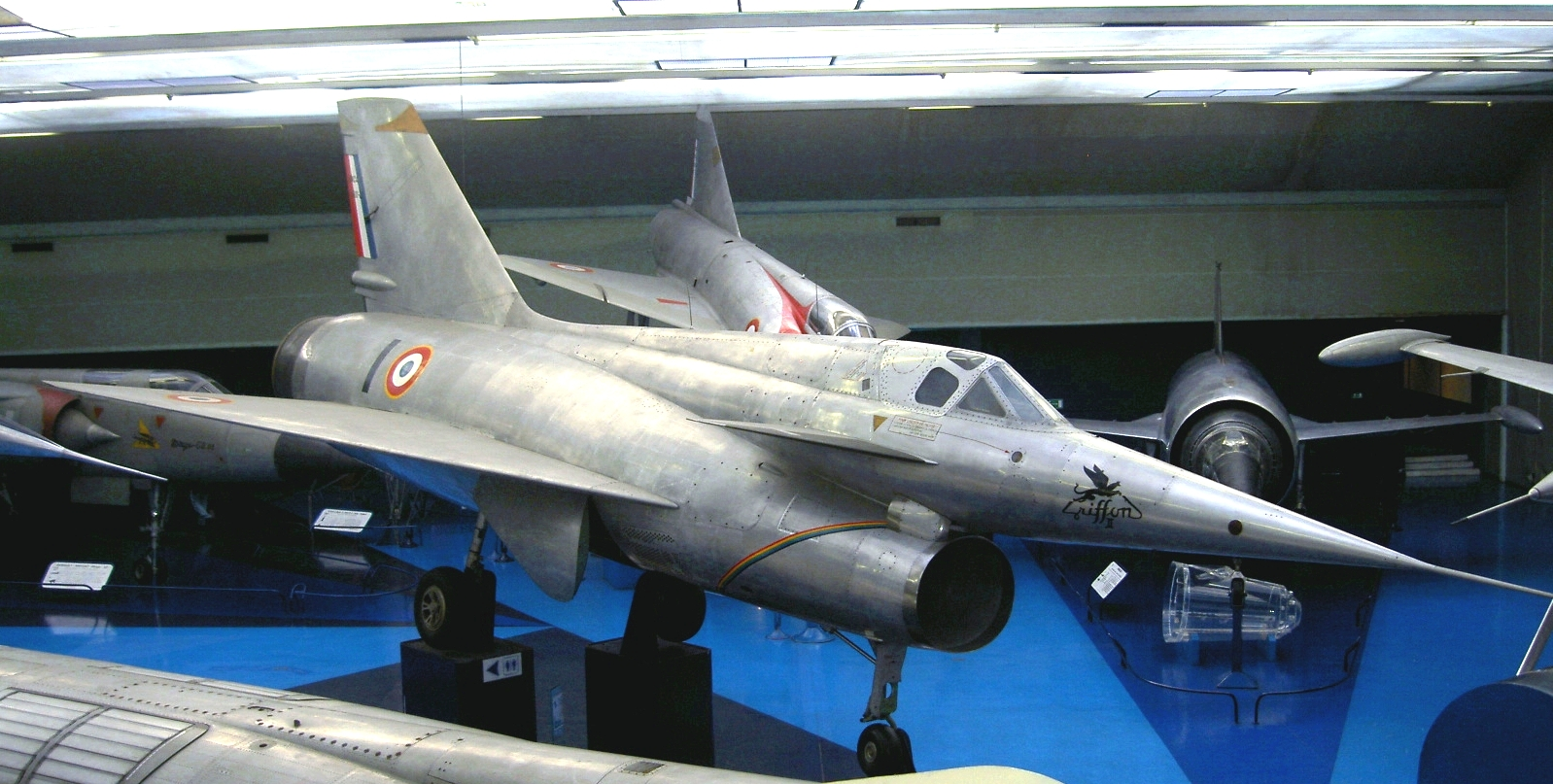
ノール 1500 グリフォン

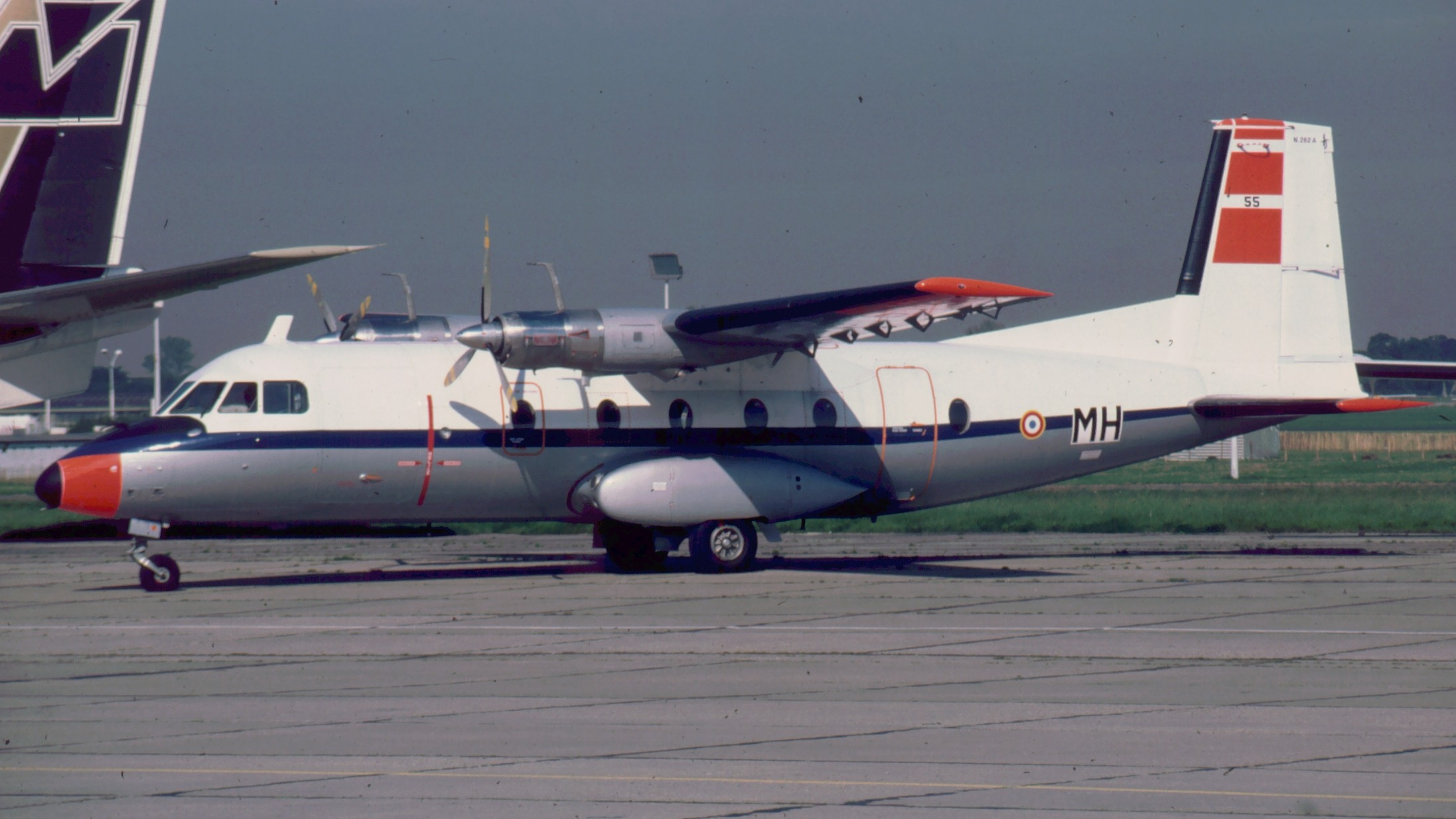
ノール262

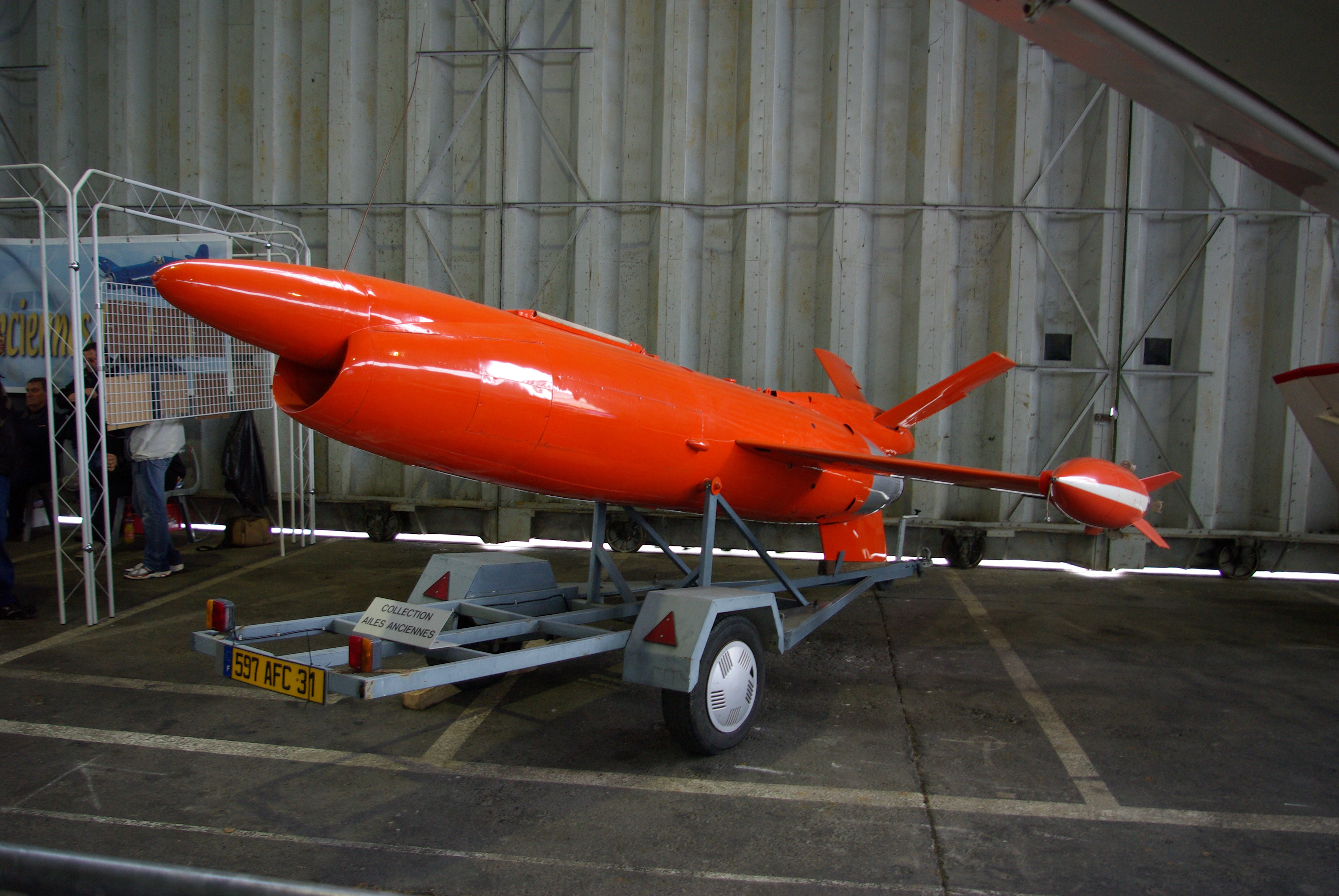
ノール CT.20標的機

ノール・アビアシオン（Nord-Aviation 、北方航空事業）は、かつてフランスに存在した航空機メーカーである。1954年にSFECMAS (la Société Française d’Etude et de Constructions de Matériel Aéronautiques Spéciaux) とSNCAN (Société nationale de constructions aéronautiques du Nord：北方航空機製造公社)の統合により設立された。

## 概要
ノール・アビアシオンの最も成功した航空機と言えるのは双胴式大型輸送機のノール ノラトラである。他にも双発ターボプロップ機のノール262や超音速ターボ・ラムジェットエンジン実験機のノール 1500 グリフォンのように多様な機体を開発したほか、さまざまなミサイルも開発・製造していた。最も有名なものは対艦ミサイルのエグゾセである。
1970年にシュド・アビアシオン（Sud-Aviation：南方航空事業）と合併し、アエロスパシアルになった。さらに国際的なコンソーシアムのエアバスをブリティッシュ・エアロスペース、DASAと作り、最終的には2000年7月10日にドイツのDASAとスペインのCASAと合併して共同会社EADSとなった。EADSはエアバスの親会社である。

## 機体リスト
- ノール ノレクリン - SNCAN時代の1945年に初飛行。小型連絡機。ノール・アビアシオンになってからも発展型の開発が行われた。
- ノール NC.850シリーズ（英語版） - 1947年に初飛行。民間向け軽飛行機。元はSNCACでの開発機種で、ノール・アビアシオンになってからも発展型の開発が行われた。
- ノール ノラトラ -  SNCAN時代の1949年に初飛行。双発双胴式の大型輸送機。425機製造。
- ノール ゲルフォー（英語版） - 1954年に初飛行。デルタ翼研究機。3機のみ製造。元はSFECMASでの開発機種。
- ノール ノレルフェ（英語版） - 1954年に初飛行。ヘリコプター実験機、2機のみ製造。
- ノール 1500 グリフォン - 1955年に初飛行。ラムジェット実験機、1機のみ製造。
- ノール CT20（英語版） - 1957年に初飛行。無人標的機。元はSFECMASでの開発機種。
- ノール 3202（英語版） - 1957年に初飛行。フランス陸軍軽航空団向け基本練習機、101機製造。
- ノール 3400（英語版） - 1958年に初飛行。フランス陸軍軽航空団向け観測機、152機製造。
- ノール CT41（英語版） - 1959年に初飛行。無人標的機。
- ノール 260（英語版） - 1960年に初飛行。双発ターボプロップ旅客機、9機製造。
- ノール 262 - 1962年に初飛行。双発ターボプロップ旅客機。110機製造。
- ノール 500 - 1968年に初飛行。VTOL実験機。2機のみ製造。

## ミサイルリスト
- AA.20
- AS-20
- AS30
- SS.10
- SS.11
- SS.12/AS.12
- エグゾセ